# Kino Metro 70
Kino Metro 70 je kino ve statutárním městě Prostějov. Je příspěvkovou organizací města. Budova pochází z konce 60. let 20. století a spojuje účel kina a podzemního krytu civilní obrany.

## Historie
Budova kina byla postavena v bruselském stylu podle návrhu brněnského architekta Zdeňka Michala v letech 1965–1969. Jedná se o variaci projektu Kina Hvězda v Uherském Hradišti.
Stavba je obdélníková s vnitřním kruhovým atriem. V něm je zatravněný kulový vrchlík vytvářející strop promítacího sálu. V suterénu je zázemí pro případné přežití skupiny lidí během nebezpečí, kinosál by v případě hrozby sloužil jako shromažďovací prostor. Samotná hala kina má kruhový půdorys. Ve vnitřní kruhové stěně se nacházejí železobetonová okna s ocelovými větracími křídly, ze kterých je viditelné jinak nepřístupné atrium. Budova má vzhledem ke svému druhému účelu i vedlejší plnohodnotný vstup na severní straně, který je těsně vedle levého vstupu do sálu. 
Slavnostní otevření kina proběhlo v listopadu roku 1970.

## Současnost

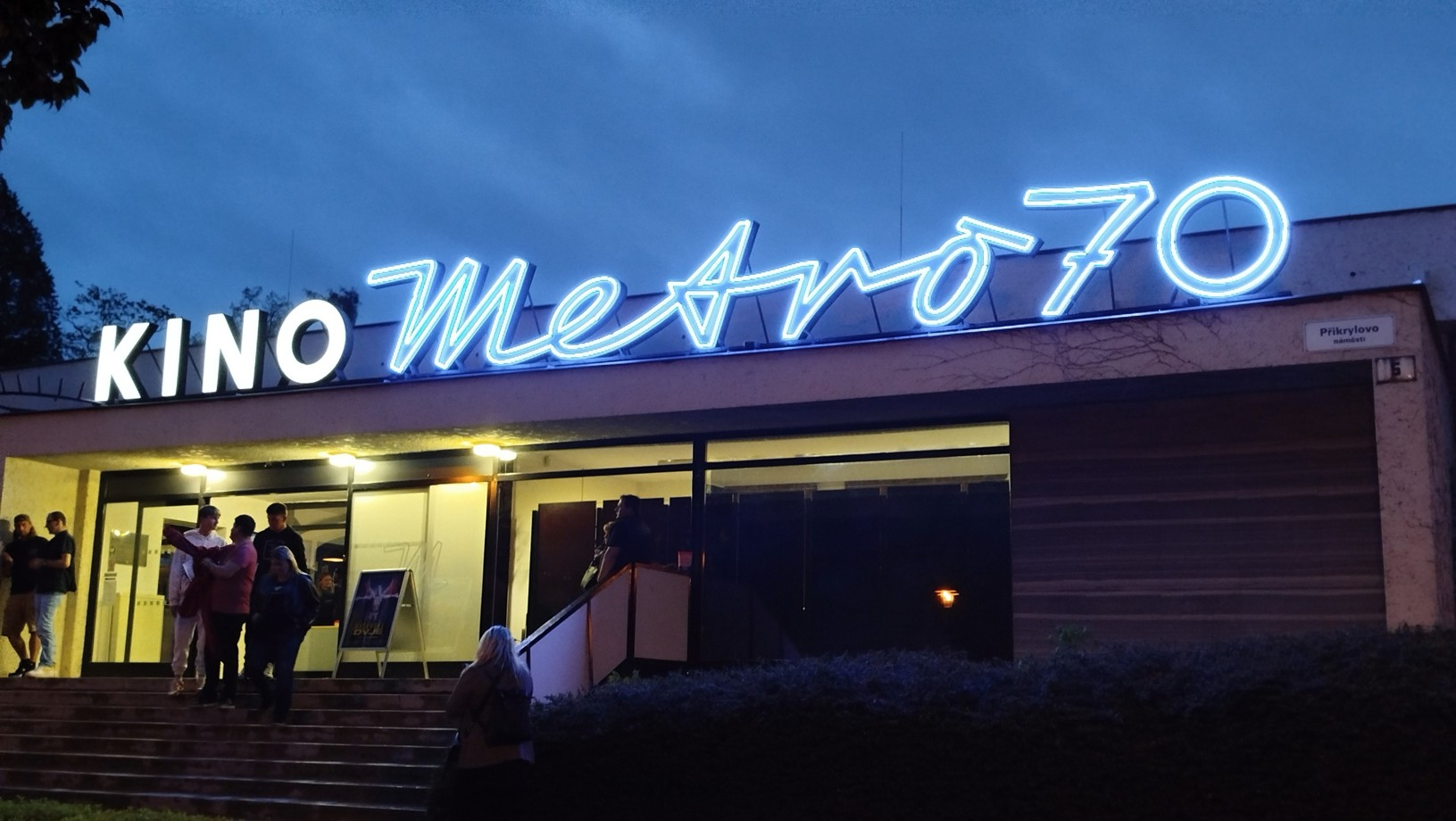
Kino Metro 70 (vchod)

Kino má jeden sál s kapacitou 366 míst. Ve foyer je kinokavárna s možností tzv. e-cinema projekce spojené s menšími kulturními akcemi. Kino má jednu z nejpestřejších dramaturgií mezi jednosálovými kiny v ČR. Provozuje filmový klub, nabízí projekce pro děti, seniory i studenty. To kinu přineslo členství v prestižní evropské asociaci kin Europa Cinemas. 
Podle údajů Unie filmových distributorů se prostějovské kino Metro 70 v roce 2024 umístilo na 8. místě v návštěvnosti mezi jednosálovými kiny v České republice. V počtu promítaných filmů bylo ve stejném roce na 2. místě (320 nasazených filmů) za pražským kinem Edison (358 nasazených filmů).
Ředitelkou kina Metro 70 je od roku 2017 Barbora Kucsa Prágerová. Hrála významnou roli při osamostatnění kina od městské kulturní organizace. Je aktivní v Asociaci provozovatelů kin, jejíž je dlouholetou členkou představenstva a aktuálně (2025) působí jako místopředsedkyně. Odborným portálem Celluloid Junkie byla jako první češka zařazena do světového žebříčku TOP 50 Women in Global Cinema 2025 a byla tak zařazena mezi 50 nejvlivnějších žen světového kinoprůmyslu. Portál Celluloid Junkie patří mezi nejvlivnější odborná média zaměřená na provoz kin a distribuci filmů.

## Obraz a zvuk
V roce 2020, v nucené přestávce způsobené pandemií covidu-19, proběhla obměna a modernizace obrazové i zvukové techniky kina.
Bylo obnoveno projekční plátno. Sál disponuje plátnem Harkness Clarus XC 170 MP podporující  polarizaci projekce, uniformitu obrazu a zároveň potlačuje laserový třpyt projektoru. Byl instalován RGB laserový projektor Christie CP4330-RGB s rozlišením 4K  s integrovaným mediablokem Dolby IMS3000, který plní funkci kinoserveru a audioserveru.
Z bezpečnostních důvodů musela být v kině zrušena poslední řada sedadel. RGB laserové projektory využívající laserové paprsky vyšší energetické třídy jsou potenciálně nebezpečné pro oči. Projektory mají před objektivem přesně definovanou bezpečnostní zónu. Nynější poslední řada, dříve předposlední, již bezpečnostní vzdálenost laserového projektoru splňuje. Byla modernizována i 3D technologie obrazu. Nyní se před objektivem pohybuje aktivní polarizační filtr XPAND MS-210C2 pro vytváření prostorového efektu. 
V roce 2020 byla také provedena příprava na implementaci zvukové technologie Dolby Atmos, která v roce 2023 nahradila starší zvukový systém Dolby Surround 7.1.

## Síť Europa Cinemas
Kino je součástí sítě kin Europa Cinemas. Síť vyžaduje splnění a udržování řady podmínek, např. pestrost uváděných filmů. V roce 2019 obdrželo ze sítě příspěvek ve výši 227 tis. korun. Příspěvek je podmíněn pestrou dramaturgií s vysokým podílem evropské, národní i nezávislé kinematografie.
Síť Europa Cinemas každoročně detailně vyhodnocuje všechny odehrané filmy. Na podzim uděluje dotace za předchozí kalendářní rok. Odborná platforma Film New Europe udělila kinu Metro 70, zčásti i vzhledem k členství v prestižní evropské síti, titul Evropské kino měsíce pro listopad 2019. Po roce 2020 už se tento titul neuděluje.

## Další činnosti

### Letní kino
Kino Metro 70 provozuje v letních měsících, kromě běžného promítání, i letní kino na nádvoří nedalekého prostějovského zámku. Původní projekční set s projektorem Christie CP2230 a serverem Doremi ShowWault, které mělo kino před obměnou technologie v roce 2020, si ponechalo pro využití v letním kině nebo pro promítání v jiných prostorách.

### Tady Vary
Kino Metro 70 je jedním ze 70 kin v ČR zapojené do projektu Tady Vary, kdy uvádí 6 filmových předpremiér s festivalovou atmosférou mezinárodního filmového festivalu Karlovy Vary. Každý měsíc je promítána jedna z předpremiér, která je uváděna ve stejnou chvíli ve všech zapojených kinech. Atmosféra je podpořena instalací červeného koberce a festivalovým úvodem přenášeným do všech kin. 